# Заборшт при Долу
Заборшт при Долу (словен. Zaboršt pri Dolu) је насељено место у општини Дол при Љубљана, Средњесловенска регија, Словенија.

## Историја
До територијалне реорганизације у Словенији био је у саставу града Љубљане, односно старе општине Бежиград .

## Становништво
У попису становништва из 2011. године, Заборшт при Долу је имао 347 становника.
| Број становника према пописима | Број становника према пописима | Број становника према пописима |
| ------------------------------ | ------------------------------ | ------------------------------ |
| 1991                           | 2002                           | 2011                           |
| 211                            | 273                            | 347                            |

Напомена: До 1953. исказивано под именом Заборшт.